# Base de Apoyo Logístico Córdoba
La Base de Apoyo Logístico "Córdoba" (BAL) es una unidad de apoyo del Ejército Argentino creada en 1992 con asiento de paz en Córdoba, con dependencia orgánica de la IV Brigada Aerotransportada y con dependencia funcional de la Dirección de Arsenales.

## Reseña
Fue creada el 30 de abril de 1992 con el personal y medios de la Compañía de Arsenales Aerotransportada 4 (Ca Ars Aerot 4) y de la Compañía de Intendencia 141 (Ca Int 141).

## Organización
- Jefe
- Plana Mayor
- Compañía Comando y Servicios
- Compañía de Arsenales
- Compañía de Transporte
- Compañía de Sanidad
- Sección de Intendencia
- Sección de Personal

Fuentes

## Actividades operacionales
La base de apoyo logístico realiza el apoyo a las operaciones de la IV Brigada Aerotransportada y la 2.ª División de Ejército y de apoyo a la comunidad. En 2020 llevó a cabo brindó apoyo logístico y de transporte para el esfuerzo de ayuda humanitaria de las Fuerzas Armadas de la Nación durante la pandemia de COVID-19 en la Argentina.